# Comté de Sør-Trøndelag
Le Sør-Trøndelag (en norvégien : Sør-Trøndelag fylke) est un ancien comté norvégien situé au centre du pays, entre la mer de Norvège et la Suède. Il était voisin des comtés de Nord-Trøndelag, Møre og Romsdal, Oppland et Hedmark. Son centre administratif se situait à Trondheim, qui concentrait la majeure partie de sa population. En 2018, il est réunifié avec le comté de Nord-Trøndelag pour former le comté de Trøndelag.
Le Sør-Trøndelag abrite la ville minière historique de Røros, inscrite au patrimoine mondial de l'UNESCO en 1980.

## Nom
Le nom de Sør-Trøndelag fut créé en 1919 et signifie « [partie] sud [du] Trøndelag ».
Jusqu'en 1919, le nom de la province était Søndre Trondhjems amt, qui signifiait « [partie] sud de l'amt de Trondheim ». L'ancien Trondhjems amt, créé en 1662, fut divisé en deux en 1804, Trondhjem étant la forme ancienne de l'actuelle Trondheim.

## Histoire
La région est occupée depuis des milliers d'années comme en témoignent les peintures rupestres du centre de la Norvège. Les régions fertiles bordant le Trondheimsfjord furent un important centre de pouvoir à l'époque des Vikings. Trondheim est le siège d'un archevêché depuis le XIIe siècle et un important lieu de pèlerinage, depuis la mort de saint Olav en 1030, dont elle abrite le tombeau. La ville de Røros, dans le sud-est du comté, est une ancienne ville minière aujourd'hui classée au patrimoine mondial de l'UNESCO.

## Géographie
Le Trondheimsfjord, large et long, occupe le centre du comté. Les montagnes de Dovrefjell et de Trollheimen se situent dans le sud du comté tandis que la péninsule de Fosen en occupe la partie la plus au nord. On trouve dans le Sør-Trøndelag quelques rivières parmi les plus riches en saumon d'Europe, comme la Gaula et l'Orkla. Plusieurs parcs nationaux (Dovrefjell-Sunndalsfjella, Forollhogna, Skarvan og Roltdalen et Femundsmarka) se situent, entièrement ou en partie, dans le comté.

## Communes

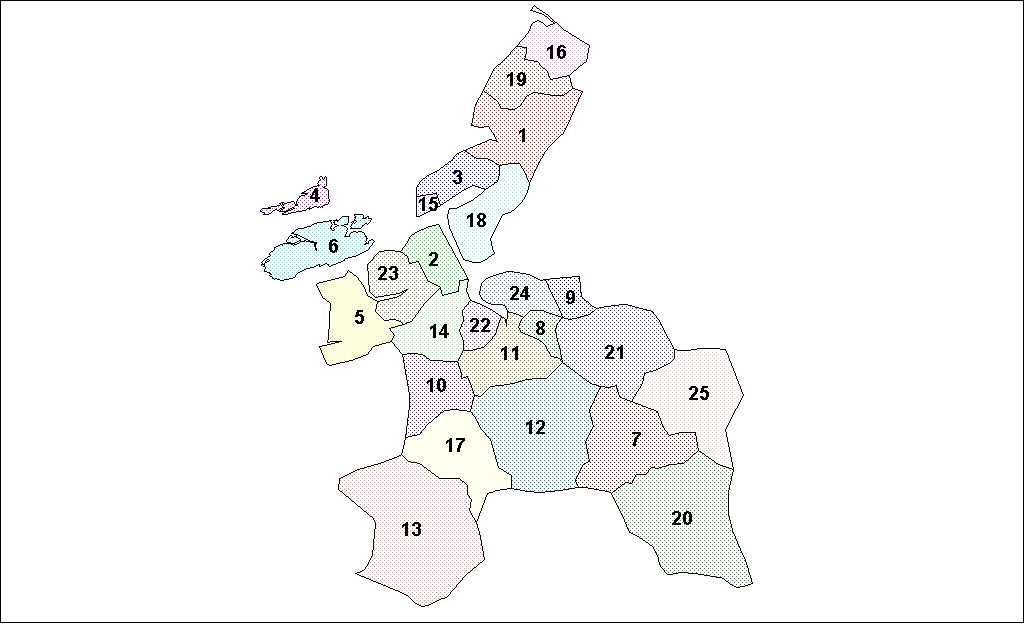
Localisation des municipalités du Sør-Trøndelag.

Au niveau local, le comté de Sør-Trøndelag est subdivisé en 25 communes (kommuner en norvégien).
1. Åfjord
2. Agdenes
3. Bjugn
4. Frøya
5. Hemne
6. Hitra
7. Holtålen
8. Klæbu
9. Malvik
10. Meldal
11. Melhus
12. Midtre Gauldal
13. Oppdal
14. Orkdal
15. Ørland
16. Osen
17. Rennebu
18. Rissa
19. Roan
20. Røros
21. Selbu
22. Skaun
23. Snillfjord
24. Trondheim
25. Tydal